# Hess SwissTosa
De Hess SwissTosa is een elektrische bus die wordt geproduceerd door Carrosserie Hess AG in Bellach in Zwitserland. De bus werd in oktober 2013 geïntroduceerd op Busworld in Kortrijk. Het is een 18,7 meter lange gelede bus met een lage vloer waardoor deze toegankelijk is voor mindervaliden en mensen met kinderwagens. In de bus kunnen ongeveer 142 mensen vervoerd worden en is speciaal bedoeld als stadsbus. De bus is opgebouwd uit een aluminium frame met daarin een Co-Bolt constructie. Het opladen van de bus gebeurt door middel van tractie bij een aantal haltes die er speciaal voor zijn ingericht.

## Inzet
In Zwitserland rijdt een model als demobus rond.
| Bedrijf     | Aantal      | Series      | Inzet       | Opmerkingen | Afbeelding  |
| Zwitserland | Zwitserland | Zwitserland | Zwitserland | Zwitserland | Zwitserland |
| ----------- | ----------- | ----------- | ----------- | ----------- | ----------- |
| TPG         | 1           | 1397        | Genève      | Demobus     |             |
| TPG         | 13          | 1271-1283   | Genève      |             |             |
| Bernmobil   | 5           | 201-205     | Bern        |             |             |